# Handball-Bundesliga (mannen) 2019/20
De Liqui Moly Handball-Bundesliga 2019/20 is de 54e seizoen van de hoogste Duitse handbalcompetitie voor mannenteams.
HBW Balingen-Weilstetten en HSG Nordhorn-Lingen zijn afgelopen seizoen gepromoveerd naar de Bundesliga. voor het eerst in de geschiedenis VfL Gummersbach zijn ze niet meer actief in de Bundesliga. VfL Gummerbach is sinds de oprichting van de competitie erbij geweest.
Nadat het seizoen op 12 maart 2020 de competitie werd stilgelegd vanwege de corona-crisis, werd er op 21 april 2020 de competitie niet meer uitgespeeld. THW Kiel werd tot kampioen verklaard door de handbalbond.
De degradatieregel werd voor dit seizoen niet doorgezet. Die Eulen Ludwigshafen en HSG Nordhorn-Lingen bleven daardoor in de Handball-Bundesliga, HSC 2000 Coburg en TUSEM Essen promoveerde als nog. Door het doorzetten van HSC 2000 Coburg en TUSEM Essen zal de competitie uitgebreid worden naar 18 teams.

## Opzet
- In de Bundesliga komen 16 teams uit die in 30 rondes uit- en thuiswedstrijden spelen.
  - Een gewonnen wedstrijd levert 2 punten op, een gelijkspel levert 1 punt op en een verloren wedstrijd levert 0 punten op.
  - De ranglijst bepaalt de eindrangschikking. Er worden geen play-offs gespeeld om het kampioenschap.
  - De winnaar van de Bundesliga is Duits kampioen.
  - De nummer 17, 18, 19 en 20 van de ranglijst degraderen naar de 2. Bundesliga.
  - Bij een gelijk aantal punten is het doelsaldo beslissend. Indien het doelsaldo gelijk is wordt er gekeken naar het onderlinge resultaat.
  - De kampioen en de runner up kwalificeert zich voor de EHF Champions League.
  - De Duitse bekerwinnaar, evenals het tweede en derde geklasseerde team kwalificeren zich voor de European Handball League (EHL). Indien de EHF een extra team toelaat tot de EHL, wordt dit ticket vergeven aan het volgende best geklasseerde team van de ranglijst.
  - Indien de bekerwinnaar teven Duits kampioen is geworden, kwalificeert de verliezend bekerfinalist zich voor de European Handball League.
  - De wedstrijden op doordeweekse dagen moeten aanvangen tussen 18:00 uur en 20:00 uur, op zaterdagen tussen 15:00 uur en 20:00 en op zondagen tussen 14:00 uur en 16:30 uur. In samenspraak met de tegenstander mag hiervan worden afgeweken.

## Teams
| Ploeg                    | Plaats                        | Deelstaat           | Trainer                | Hal                               |
| ------------------------ | ----------------------------- | ------------------- | ---------------------- | --------------------------------- |
| Bergischer HC            | Wuppertal Solingen Düsseldorf | Noordrijn-Westfalen | Sebastian Hinze        | Uni-Halle Klingenhalle ISS Dome   |
| Die Eulen Ludwigshafen   | Ludwigshafen                  | Rijnland-Palts      | Benjamin Matschke      | Friedrich-Ebert-Halle             |
| Frisch Auf! Göppingen    | Göppingen                     | Baden-Württemberg   | Hartmut Mayerhoffer    | EWS Arena                         |
| Füchse Berlin            | Berlijn                       | Berlijn             | Jaron Siewert          | Max-Schmeling-Halle               |
| GWD Minden               | Minden                        | Noordrijn-Westfalen | Frank Carstens         | Kempa-Halle                       |
| HBW Balingen-Weilstetten | Balingen                      | Baden-Württemberg   | Jens Bürkle            | Sparkassen-Arena                  |
| HC Erlangen              | Neurenberg                    | Beieren             | Michael Haaß           | Arena Nürnberger Versicherung     |
| HSG Nordhorn-Lingen      | Nordhorn                      | Nedersaksen         | Daniel Kubeš           | Euregium EmslandArena             |
| HSG Wetzlar              | Wetzlar                       | Nedersaksen         | Kai Wandschneider      | Rittal Arena Wetzlar              |
| MT Melsungen             | Melsungen                     | Hessen              | Guðmundur Guðmundsson  | Rothenbach-Halle                  |
| Rhein-Neckar Löwen       | Mannheim                      | Baden-Württemberg   | Martin Schwalb         | SAP Arena                         |
| SC DHfK Leipzig          | Leipzig                       | Saksen              | André Haber            | Arena Leipzig                     |
| SC Magdeburg             | Maagdenburg                   | Saksen-Anhalt       | B. Wiegert T. Svensson | GETEC Arena                       |
| SG Flensburg-Handewitt   | Flensburg                     | Sleeswijk-Holstein  | Maik Machulla          | Flens-Arena                       |
| TBV Lemgo                | Lemgo                         | Noordrijn-Westfalen | Florian Kehrmann       | Lipperlandhalle                   |
| THW Kiel                 | Kiel                          | Sleeswijk-Holstein  | Filip Jícha            | Wunderino Arena                   |
| TSV Hannover-Burgdorf    | Hannover                      | Nedersaksen         | Antonio Carlos Ortega  | TUI Arena Swiss Life Hall         |
| TVB 1898 Stuttgart       | Stuttgart                     | Baden-Württemberg   | Jürgen Schweikardt     | Scharrena Stuttgart Porsche-Arena |

## Stand
| Pos | Club                     | Wed | W  | G | V  | Ptn | DV  | DT  | +/−  |
| --- | ------------------------ | --- | -- | - | -- | --- | --- | --- | ---- |
| 1.  | THW Kiel                 | 26  | 22 | 0 | 4  | 44  | 782 | 650 | +132 |
| 2.  | SG Flensburg-Handewitt   | 27  | 20 | 2 | 5  | 42  | 732 | 647 | +85  |
| 3.  | SC Magdeburg             | 27  | 19 | 1 | 7  | 39  | 782 | 717 | +65  |
| 4.  | TSV Hannover-Burgdorf    | 27  | 16 | 4 | 7  | 36  | 778 | 736 | +42  |
| 5.  | Rhein-Neckar Löwen       | 26  | 15 | 4 | 7  | 34  | 729 | 686 | +43  |
| 6.  | Füchse Berlin            | 27  | 17 | 1 | 9  | 35  | 775 | 723 | +52  |
| 7.  | MT Melsungen             | 26  | 15 | 2 | 9  | 32  | 716 | 700 | +16  |
| 8.  | SC DHfK Leipzig          | 26  | 13 | 1 | 12 | 27  | 714 | 714 | 0    |
| 9.  | HSG Wetzlar              | 27  | 12 | 3 | 12 | 27  | 754 | 754 | 0    |
| 10. | TBV Lemgo                | 27  | 12 | 3 | 12 | 27  | 765 | 768 | −3   |
| 11. | Frisch Auf Göppingen     | 26  | 11 | 1 | 14 | 23  | 679 | 684 | −5   |
| 12. | TVB 1898 Stuttgart       | 27  | 8  | 5 | 14 | 21  | 709 | 759 | −50  |
| 13. | Bergischer HC            | 27  | 8  | 4 | 15 | 20  | 709 | 728 | −19  |
| 14. | HC Erlangen              | 27  | 9  | 2 | 16 | 20  | 695 | 739 | −44  |
| 15. | GWD Minden               | 26  | 7  | 4 | 15 | 18  | 690 | 720 | −30  |
| 16. | HBW Balingen-Weilstetten | 27  | 6  | 4 | 17 | 16  | 741 | 818 | −77  |
| 17. | Die Eulen Ludwigshafen   | 27  | 6  | 3 | 18 | 15  | 639 | 702 | −63  |
| 18. | HSG Nordhorn-Lingen      | 27  | 2  | 0 | 25 | 04  | 643 | 787 | −144 |

| Kleur | Kwalificatie voor                                                    |
| ----- | -------------------------------------------------------------------- |
| 0     | Landskampioen van Duitsland, gekwalificeerd voor de Champions League |
| 0     | Gekwalificeerd voor de Champions League                              |
| 0     | Gekwalificeerd voor de European League                               |
| 0     | Degradeert naar de 2. Handball-Bundesliga                            |

## Uitslagen
| Thuis \ Uit              | BAL   | BRG   | BER   | BIT   | ERL   | FLE   | FRI   | GÖP   | HAN   | KIE   | LEI   | LEM   | MAG   | MEL   | MIN   | NOR   | RNL   | WET   |
| ------------------------ | ----- | ----- | ----- | ----- | ----- | ----- | ----- | ----- | ----- | ----- | ----- | ----- | ----- | ----- | ----- | ----- | ----- | ----- |
| HBW Balingen-Weilstetten |       | 29–27 | 31–30 | 25–25 | 30–32 |       | 25–25 |       | 33–35 | 20–32 | 26–24 | 29–31 | 32–34 | 36–23 | 26–26 | 25–23 |       | 33–34 |
| Bergischer HC            |       |       | 26–26 |       | 25–24 | 20–21 |       | 25–25 | 28–27 | 29–34 |       | 35–33 | 23–24 | 24–24 | 26–23 | 31–18 | 26–29 | 30–33 |
| Füchse Berlin            | 33–27 | 27–24 |       | 36–27 | 30–23 | 33–35 | 29–19 |       |       | 29–28 | 29–28 |       | 25–24 | 28–22 | 25–29 | 30–32 | 23–22 | 32–27 |
| TV Bittenfeld            | 32–26 | 25–31 | 32–33 |       | 30–24 | 23–23 |       | 29–26 | 23–28 | 21–29 | 25–25 | 26–26 | 27–29 | 31–28 | 24–24 | 29–24 |       |       |
| HC Erlangen              | 32–27 | 28–26 | 34–29 | 29–24 |       |       | 23–27 | 23–26 |       | 27–31 | 25–22 | 26–26 | 27–32 | 25–30 |       | 26–25 | 29–29 | 25–31 |
| SG Flensburg-Handewitt   | 32–25 | 29–23 | 27–23 |       |       |       | 29–26 | 28–22 |       |       | 30–22 |       | 29–23 | 30–23 | 27–22 | 29–27 | 30–27 | 31–28 |
| TSG Friesenheim          |       | 27–27 | 19–27 | 23–27 | 19–23 | 25–23 |       | 24–23 | 24–26 |       | 34–27 | 29–36 | 17–20 | 25–25 |       | 19–12 | 23–26 | 25–31 |
| Frisch Auf Göppingen     | 26–32 | 28–22 | 25–28 | 31–22 |       | 28–26 | 29–21 |       | 24–27 | 26–27 |       | 34–27 |       |       | 26–23 | 28–26 |       | 26–21 |
| TSV Hannover-Burgdorf    | 31–23 |       | 31–28 | 32–19 | 29–25 | 23–22 | 25–23 | 30–32 |       | 25–32 |       |       | 31–28 |       | 36–30 | 30–29 | 29–29 |       |
| THW Kiel                 | 36–26 |       |       | 35–23 | 29–15 |       | 30–27 | 31–24 | 32–23 |       | 27–26 | 31–24 |       | 38–26 | 29–27 | 31–23 | 27–21 | 20–27 |
| SC DHfK Leipzig          | 27–26 | 35–32 | 24–23 | 31–28 | 26–21 |       | 32–27 |       | 30–27 |       |       | 34–32 | 25–26 |       | 31–28 |       | 28–29 | 26–29 |
| TBV Lemgo                | 27–24 |       | 26–31 | 27–23 | 34–32 | 18–27 | 27–19 |       | 26–36 | 27–30 | 26–27 |       | 24–32 |       | 31–26 | 31–25 | 30–25 | 32–27 |
| SC Magdeburg             | 38–26 |       | 27–29 | 33–28 | 24–20 | 26–25 |       | 30–21 | 30–30 | 32–31 | 28–26 |       |       | 26–25 | 31–29 | 39–27 | 28–32 | 34–27 |
| MT Melsungen             | 36–23 | 28–25 |       | 21–26 | 28–27 | 19–24 | 26–25 | 30–17 | 31–25 |       | 31–34 | 26–23 | 31–29 |       |       |       | 31–26 | 28–26 |
| GWD Minden               | 30–30 | 26–23 | 30–25 |       | 26–29 | 23–27 | 29–23 | 27–26 | 32–32 | 26–29 | 21–25 | 33–31 |       | 27–29 |       |       | 24–28 |       |
| HSG Nordhorn-Lingen      |       | 21–26 | 24–34 |       |       | 20–29 | 19–21 | 20–30 | 24–32 |       | 33–30 | 24–29 | 21–27 | 24–31 | 25–26 |       | 17–27 | 25–31 |
| Rhein-Neckar Löwen       | 37–26 | 30–24 |       | 33–32 |       | 22–24 |       | 28–21 | 30–23 | 26–25 | 26–23 | 29–29 |       | 30–33 |       | 32–28 |       | 29–26 |
| HSG Wetzlar              |       | 27–24 |       | 27–28 |       | 27–27 | 26–23 | 31–30 | 25–25 | 26–30 |       | 28–32 | 29–28 | 26–31 | 26–23 | 34–27 | 27–27 |       |

## Topscoorder
| #   | Goal  | Vlag van onbekend gebied | Naam               | Clubs                 |
| --- | ----- | ------------------------ | ------------------ | --------------------- |
| 010 | 02170 | 0                        | Bjarki Már Elísson | TBV Lemgo             |
| 02  | 0202  | 0                        | Hans Lindberg      | Füchse Berlin         |
| 03  | 0166  | 0                        | Michael Damgaard   | SC Magdeburg          |
| 04  | 0164  | 0                        | Niclas Ekberg      | THW Kiel              |
| 04  | 0164  | 0                        | Robert Weber       | HSG Nordhorn-Lingen   |
| 06  | 0157  | 0                        | Marcel Schiller    | Frisch Auf Göppingen  |
| 07  | 0144  | 0                        | Timo Kastening     | TSV Hannover-Burgdorf |
| 07  | 0144  | 0                        | Patrick Zieker     | TVB 1898 Stuttgart    |
| 09  | 0134  | 0                        | Uwe Gensheimer     | Rhein-Neckar Löwen    |
| 010 | 0131  | 0                        | Jeffrey Boomhouwer | Bergischer HC         |